# 盘龙城经济开发区
盘龙城经济开发区是中华人民共和国湖北省武汉市境内的一处开发区和类似乡级单位，位于黄陂区最南端，隔府河与汉口相望。开发区得名于盘龙城遗址，成立于1992年12月，为湖北省级开发区。

## 行政区划

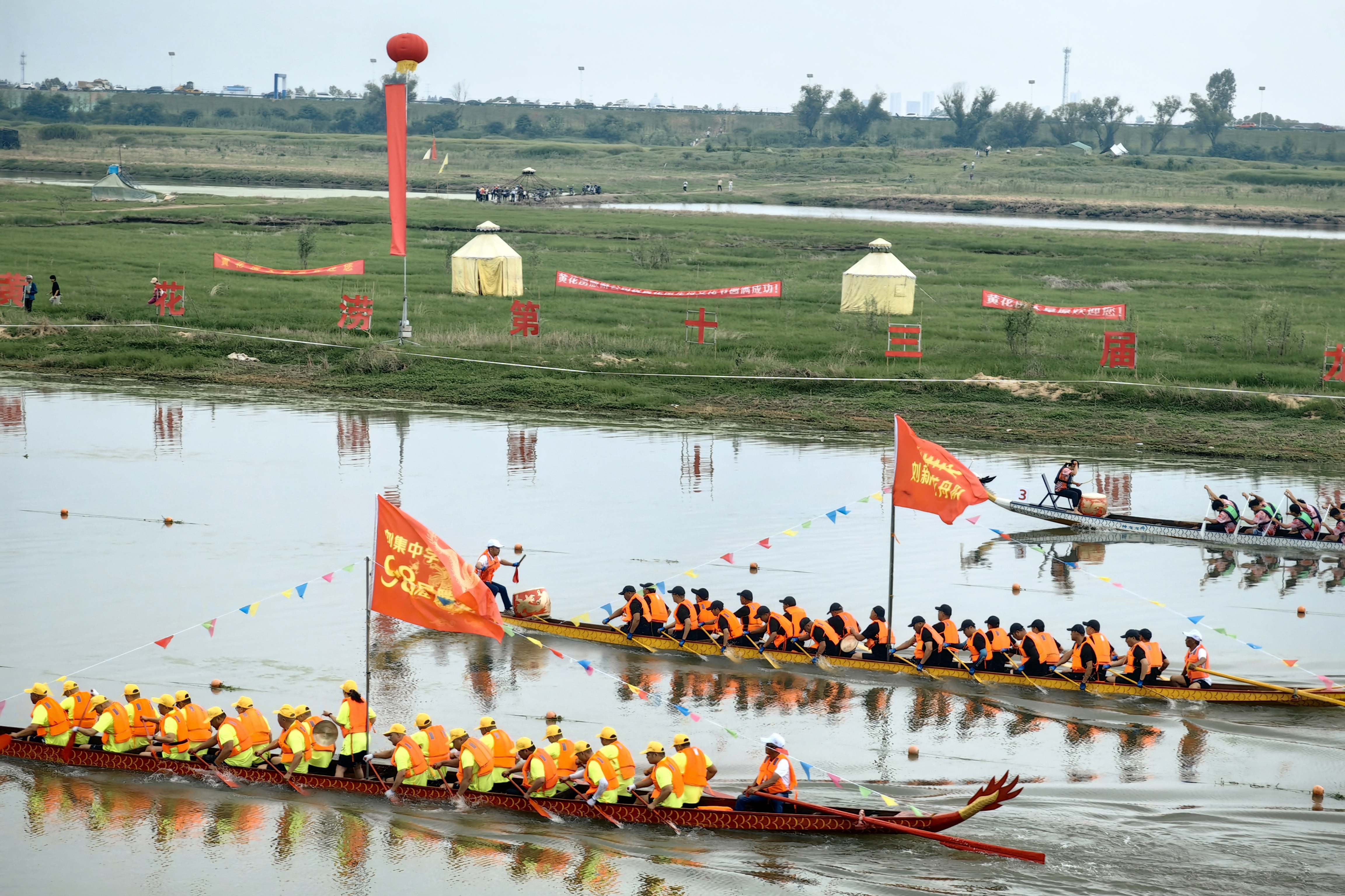
黄花涝村举办的龙舟文化节

盘龙城经济开发区下辖以下地区：
二八八社区、天下社区、山水龙城社区、佳海都市工业社区、人和天地社区、卓尔社区、阳光城社区、刘店村、叶店村、许庙村、刘古塘村、下集村、三店村、后湖村、刘集村、龙王庙村、丰山村、丁店村和黄花涝村。